# Sean Mosley
Sean Mosley (ur. 14 kwietnia 1989 w Baltimore) – amerykański koszykarz grający obecnie w zespole Kotwicy Kołobrzeg na pozycji rzucającego obrońcy lub niskiego skrzydłowego.

## Przebieg kariery
- 2008-2012 Maryland (NCAA)
- od 2012 Kotwica Kołobrzeg